# Bandera de combate

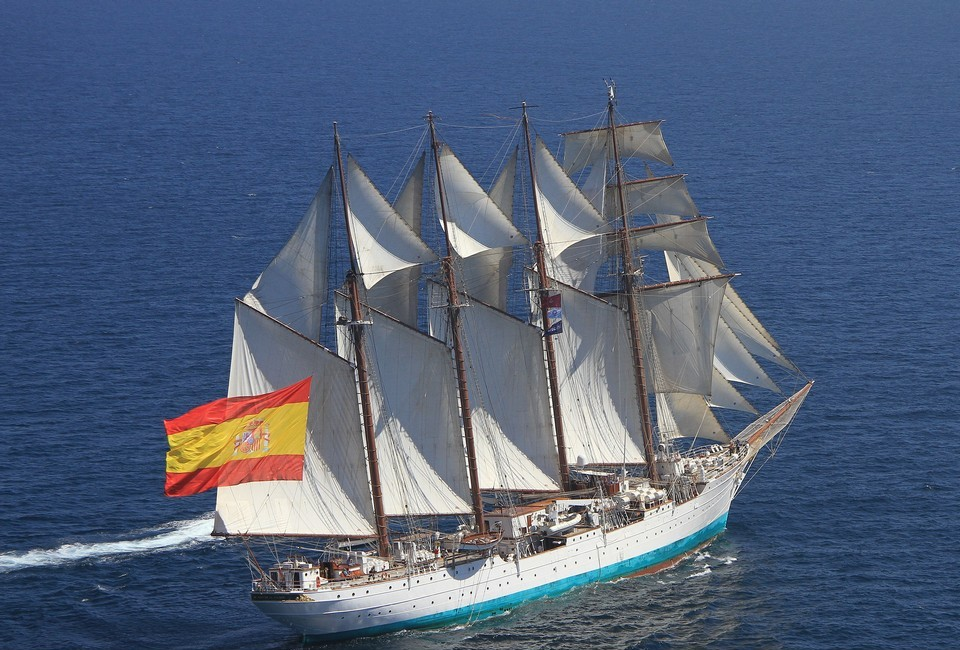
Bandera de combate izada en el buque escuela Juan Sebastián de Elcano.

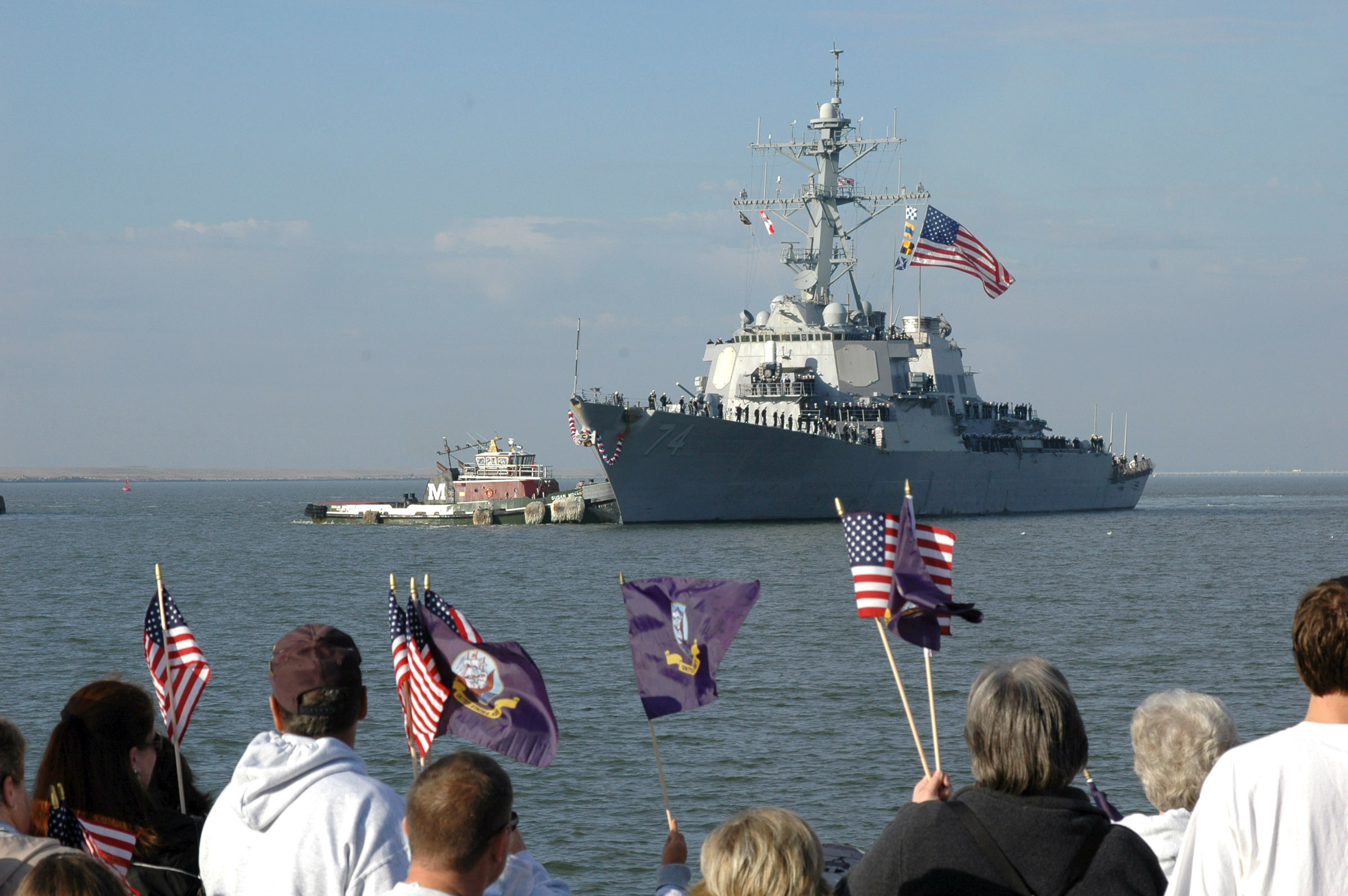
Bandera de combate izada en el USS McFaul.

Se denomina bandera de combate a la bandera que arbolan los navíos de guerra justo antes de entrar en combate. Tiene unas dimensiones especialmente grandes, y solo se iza a popa en las acciones de guerra y en grandes solemnidades. No se debe confundir con el pabellón naval o de guerra, que es la bandera que indica nacionalidad en los buques a diario, aunque normalmente tengan el mismo diseño.
La característica principal de la bandera de combate es su gran tamaño. El hecho de que tenga grandes dimensiones se debe a que el espeso humo generado por los cañones en batalla durante los siglos XVII y XVIII hacía difícil la identificación de los pabellones de diario de los buques.
La bandera de combate se custodia a bordo, con la esperanza de no tener que izarla nada más que en ocasiones solemnes, pero no en combate. Si se entrase en una acción de guerra, la bandera de combate es un símbolo muy importante para la dotación del buque, y su salvaguarda eleva la moral. Cuando el barco se rinde, la bandera es arriada. El enemigo suele tomarla como trofeo. Hay casos famosos, como la del acorazado alemán Bismarck, que nunca se arrió, hundiéndose el buque con la bandera de combate arbolada.